# لوکی (شخصیت کمیک)
لوکی (به انگلیسی: Loki) یک شخصیت خیالی، ابرشرور و برخی اوقات ضد قهرمان در کتاب‌های کامیک آمریکایی منتشر شده توسط مارول کامیکس است. او همچنین برادرخوانده و دشمن اصلی ثور می‌باشد. او اولین بار در ونوس جلد ۶ام (اوت ۱۹۴۹) ظاهر شد و به وسیله نویسنده استن لی، داستان‌نویس لری لیبر و تصویرگر جک کربی خلق شد. اگرچه به‌طور معمول این شخصیت به عنوان یک شرور بزرگ تصویر می‌شود، اما برخی مواقع نقش یک ضدقهرمان را نیز ایفا می‌شود.
بر اساس رده‌بندی ۱۰۰ رتبه کار برتر کتاب‌های کامیک آی‌جی‌ان، که در سال ۲۰۰۹ منتشر شد، رتبهٔ ۸ام متعلق به لوکی می‌باشد.
تام هیدلستون نقش لوکی را در فیلم‌های سینمایی ثور (۲۰۱۱)، انتقام‌جویان (۲۰۱۲) و ثور: دنیای تاریک (۲۰۱۳) و ثور: راگناروک (۲۰۱۷)، و انتقام‌جویان: جنگ ابدیت (۲۰۱۸) و انتقام‌جویان: پایان بازی (۲۰۱۹) بر عهده داشته‌است.
همچنین تام هیدلستون در سریال اختصاصی این شخصیت به نام لوکی (مجموعه تلویزیونی) که از شبکهٔ دیزنی پلاس پخش شد نقش آفرینی کرد.

## زندگینامه ساختگی شخصیت
سال‌ها پیش، زمانی که بور، فرمانروای آسگارد، با غول‌های یخی می‌جنگید، یک غول زخمی را دنبال می‌کند تا به جادوگری قدرتمند که منتظر او بود می‌رسد. جادوگر او را غافلگیر کرده و به برف تبدیل می‌کند. پسر بور اودین، پدرش را در حال نابود شدن پیدا می‌کند؛ بور به اودین التماس می‌کند تا جادوگر را پیدا کند که او را آزاد کند، اما اودین هیچ تلاشی برای نجات پدر انجام نمی‌دهد. بور اودین را نفرین می‌کند که پسر پادشاه سقوط کرده او را کنار خواهد زد و پادشاهی خود را به راه می‌اندازد. هفته بعد خود اودین آسگاردیان را علیه غولان یخی فرماندهی کرده و لافی، پادشاه غولان را در نبردی تن به تن می‌کشد. بعد از نابود کردن لافی، اودین یک نوزاد به اندازه نوزادان آسگاردی را در قلعه اصلی غولان یخی پیدا می‌کند. آن کودک لوکی بود که لافی او را به خاطر شرم از جثه کوچکش از دید دیگران دور نگه داشته بود. اودین کودک را از میدان نبرد بیرون می‌آورد و خود را پدر او معرفی می‌کند؛ از آنجایی لافی در یک نبرد به صورت آبرومندانه کشته شده بود، فرزندش را چون پسر خود، ثور بزرگ می‌کند.
لوکی زمان کودکی اش همیشه به خاطر آنکه آسگاردیان با ثور متفاوت از او رفتار می‌کردند، رنجیده خاطر بود. آسگاردیان به قدرت، مقاومت و شجاعت در جنگ بیش از هر چیزی احترام می‌گذاشتند و لوکی در مقابل برادر خود همواره پایینتر بود. با این که او اندازه و قدرت کمتری از برادر خود داشت، توانست برای خود قدرت‌هایی به کمک جادو ایجاد کند. با بزرگ شدن لوکی، استعدادهای غریزی اش در خلافکاری نمایان شد و باعث شد تا به «شاه دروغ و خلاف» معروف شود؛ این تمایل برای خلاف کاری باعث شد تا بتواند عطش قدرت طلبی اش را را سیراب کند. او چندین بار سعی کرد تا ثور را گول بزند و از دستش خلاص شود، برای مثال سوراخی در دیوار ایجاد کرد و از ثور خواست تا از سوراخ نگهبانی دهد. به مرور زمان، معروفیت او به شوخی و حیله‌گری تریکستری به «خدایشرارت» تبدیل می‌شود. در طی قرون متمادی، لوکی چندین بار تلاش می‌کند تا حکومت آسگارد را به دست آورد و ثور را نابود کند. او حتی به گان، غول یخی کمک کرد تا از نقشه‌های ثور فرار کند تا مدیون لوکی شود یا زمانی به دشمنان آسگارد کمک کرد تا شهر را تصرف کنند. اودین که از شرارت‌های لوکی با خبر بود، او را به کمک جادو داخل درختی تا زمانی که کسی برای او اشکی بریزد، زندانی می‌کند. لوکی نهایتاً موفق می‌شود با فروکردن برگی داخل چشم هایمدال، نگهبان بیفروست، باعث گریه کردن او می‌شود و از درخت فرار می‌کند. لوکی پرونده سنگینی برای خود در آسگارد ایجاد کرده‌است و چندین بار از شهر تبعید شده‌است. او با الدرد جادوگر ملاقات می‌کند و جادوی سیاه را فرا می‌گیرد.

### نبرد با قهرمانان زمین
نقشه‌های لوکی نهایتاً شامل زمین می‌شود، و به خاطر تصاحب زمین یا آسگارد، چندین بار با ابرقهرمانان زمینی می‌جنگند. او اولین بار با ثور بر روی زمین در زمان حال بعد از فرارش از درخت مبارزه می‌کند؛ او همچنین هالک را فریب می‌دهد تا با پوشیدن هاواک، دچار توهم شود و خراب کاری به بار آورد. همین کار او باعث می‌شود تا انتقام‌جویان و دیگر ابرقهرمانان هالک را کشف کنند.
ثور یکی از اعضای بنیان‌گذار این گروه بود، و اکثراً گروه انتقام جویان را برای مبارزه با لوکی فرا می‌خواند. چندین بار زمانی که لوکی مستقیماً با ثور مبارزه نمی‌کرد، دشمنان انتقام جویان را کمک می‌داد؛ مانند زمانی که نیروهای ذهنی سندو پیشگوی دوره‌گرد را افزایش داد تا بتواند به کمک ذهنش حتی ساختمان‌ها را جابه‌جا کند، یا زمانی که مرد لاوایی به نام مولوتو را آزاد کرد که باعث انفجار یک آتش فشان خاموش شد. زمانی که لوکی اودین را قانع کرد تا ثور را مجازات کند، اودین نیمی از قدرت‌های ثور را از او گرفت، سپس لوکی روح زارکو، تبه کار قرن بیست و سومی، را برانگیخت. زارکو ثور را شکست داد و به زمان شکوه خود برد، اما در آخر ثور توانست او را شکست داده و دستگیر کند. لوکی حتی آقای هاید و کبرا را با گذاشتن ضمانت آزاد کرد و قدرت‌هایشان را دوبرابر کرد. لوکی به آن‌ها گفت تا جین فاستر را بربایند، زیرا می‌دانست اینکار باعث جلب توجه ثور می‌شود؛ اما آن‌ها شکست خوردند. لوکی نهایتاً خود به دنبال جین فاستر می‌رود و او را به بعدی دیگر می‌فرستد. البته دکتر استرنج توانست از او محافظت کند، و ثور لوکی را مجبور کرد تا جین را برگرداند.
از بین تمامی سرسپردگان زمینی لوکی، مجرمی به نام کارل «خردکننده» کریل به لوکی نزدیکتر بود که او را تبدیل به جنایتکاری به نام مرد جاذب کرد. برای سال‌ها کریل توانست قویتر از قور باشد. در این مدت، لوکی تلاش بسیاری کرد تا اودین را علیه ثور بشوراند و میولنیر، چکش ثور را بدزدد اما تمام تلاش‌هایش شکست خورد. زمانی که او توانست اودین را راضی کند تا به زمین برود و او را به فرماندهی آسگارد بگزارد، اسکگ، بزرگ‌ترین غول یخی، و سورت، شیطانی آتشین بزرگ، را آزاد کرد تا اودین را نابود کنند. اما ثور جلوی هیولاها را گرفت و لوکی را به بردگی دیوها گماشت. لوکی مقصر بیدار شدن نابودگر بود. او شکارچی را به معبدی فرستاد که زره نابودگر در آن قرار داشت، روح شکارچی به داخل زرهٔ نابودگر مکیده می‌شود اما ثور، روح او را به بدن اصلی اش بازمی‌گرداند و زره نابودگر را زیر هزاران تن سنگ مدفون می‌کند. مرد جذب‌کننده توسط لوکی دوباره به زمین فرستاده می‌شود تا با ثور بجنگد، اما به محض آنکه لوکی متوجه می‌شود که ثور در حال شکست دادن مرد جذب‌کننده است، او را به آسگارد بازمی‌گرداند. مرد جذب‌کننده آسگاردیان را بدون مشکل زیادی شکست می‌دهد و حمله‌های اودین را جذب می‌کنند. اما نهایتاً لوکی و یارانش به کمک حیله‌ای که اودین به کار می‌رود، به فضا تبعید می‌شوند. لوکی در تبعید، حالت روحانی به خود می‌گیرد و روح خود را به زمین می‌فرستد تا به داخل زره نابودگر نفوذ کرده و آسگارد را تصرف کند.

### فتح آسگارد
گفته می‌شود که لوکی عامل رخ دادن راگناروک است. لوکی از تبعید از فضا بازمی‌گردد اما تمام نیروهایش از او گرفته می‌شود و به زمین فرستاده می‌شود. لوکی نقشه می‌کشد تا از کارنیلا نیروهای جدیدی بگیرد، اما اشتباهاً باعث خلق اوراقچی می‌شود. اوراقچی که قدرت‌های آسگاردی دارد، با فروریختن یک ساختمان بر روی ثور، تقریباً باعث کشته شدن او می‌شود و سبب می‌شود تا تمام قدرت‌هایش، بجز زور زیادش، از بین برود. سپس لوکی سیف را تحریک می‌کند تا در نابودگر حلول کند و با ثور بجنگد. بعد از آن، از آنجایی که «پسر اودین» است، حکومت آسگارد را قبل از ثور در زمان خواب اودین به‌دست می‌گیرد اما وقتی که آسگارد توسط منگوگ مورد حمله واقع شد از شهر فرار می‌کند.
لوکی با دزدیدن انگشتر اودین، دوباره تخت پادشاهی آسگارد را تصرف می‌کند اما با حمله سورت باز از شهر فرار می‌کند. بعد از آن ماجرا، لوکی با عوض کردن بدنش با ثور تلاش می‌کند تا او را نابود کند زیرا ثور جادو بلد نبود. اما ثور نیز لوکی را فریب می‌دهد تا میولنیر را پرتاب کند، با این کار میولنیر داخل صخره‌ای گیر می‌کند و ثور به بدن دونالد بلیک منتقل می‌شود. مدت‌ها بعد، لوکی دوباره پادشاهی را غصب می‌کند و نابودگر را برای مقابله با ثور می‌فرستد. کمی بعد لوکی با دارواشی که با هلا برای راگناروک آماده کرده بودند، باعث مرگ موفقت بالدر می‌شود. در این زمان سیگین همسر لوکی به آسگارد بازمی‌گردد. زمانی که لوکی به خاطر قتل بالدر به زنجیر کشیده شده بود و زهر افعی بر روی صورتش چکیده می‌شد، سیجین تلاش کرد تا او را کمک کند. لوکی سعی می‌کند تا راگناروک را به راه بیندازد اما نقشه‌اش توسط اودین بر ملا می‌شود. در کنار تیر و یارانش، لوکی سیب‌های طلایی ایدون را می‌دزدد و با کمک مار میدگارد، به آسگارد حمله می‌کند اما طرف خود را عوض می‌کند و به اودین کمک می‌کند تا تیر را شکست دهد.
با وجود تنفر لوکی از پدر و برادر ناتنی‌اش، او به آن‌ها در دفاع از آسگارد در برابر سورت و شیطان‌های آتشینش کمک داد. او این کار را به این خاطر انجام داد چرا که سورت می‌خواست آسگارد را نابود کند، در حالی لوکی می‌خواست بر آن فرمانروایی کند. او در کنار اودین و ثور با سورت مبارزه می‌کند و شاهد به ظاهر مرگ اودین می‌شود. بعد از مدت کوتاهی، لوکی به کمک شمشیر گرگ و میش، ثور را به قورباغه تبدیل می‌کند. ثور زمانی که وولستگ یکی از دستگاه‌هایی که لوکی برای تغییر او استفاده کرده بود را نابود کرد، به حالت اصلی خودش بازگشت. او سپس مردان-ایکس و سلسله اول را در نقشه‌های خود درگیر کرد تا به «کسانی که در سایه نشسته‌اند» لطفی کرده باشد و نشان دهد که می‌تواند کارهای خوب انجام دهد. او آرزوهای دو گروه را برآورده کرد مثلاً به پوک بدن معمولی داد و به روگ توانایی لمس کردن دوباره را داد. اما قهرمانان هدایا را قبول نکردند و چون لوکی به زور هدیه‌ها را به آن‌ها تحمیل کرد، در امتحان شکست خورد.

حالت مؤنث لوکی بر اساس بانو سیف. نقاشی شده توسط اولیور کویپل

### جنبش انتقام
در خفا، لوکی با تبه کاران بزرگ نقشه می‌کشد تا «جنبش انتقام» را به راه اندازند. با همکاری این تبه کاران او نقشه‌هایی برای مقابله با انتقام‌جویان و دیگر قهرمانان می‌کشد. او جاگرنات را علیه ثور می‌شوراند، وردی می‌خواند و باعث ضعف موقت ثور می‌شود. او با جمعی از انتقام‌جویان سواحل شرقی و غربی مبارزه می‌کند اما نهایتاً لو می‌رود و شکست می‌خورد. لوکی واقعاً در دست‌های ثور می‌میرد، اما با بازی با زمان، دوباره به زندگی بر می‌گردد.

### عصر جدید
مورون، مأمور قدرتمند آشوب، آزاد می‌شود و تسا بلک، دختر لوکی را گروگان می‌گیرد. با نبود دکتر استرنج، لوکی مجبور می‌شود تا برای آزاد کردن او با مرد-عنکبوتی همکاری کند. لوکی اعتراف می‌کند که به یار موقت خود، بدهکار است.
مدتی بعد، پیشگویی می‌شود که لوکی دشمنان آسگارد را در نابود کردن رهبری خواهد کرد که به راگناروک، بخشی از چرخه تولد - زندگی - مرگ، مشهور است. در آخرین رویارویی با برادر قبل از جنگ، ثور سر لوکی را از کمربند خود آویزان می‌کند تا او بتواند آخرین لحظات نبرد را ببیند.
پس از راگناروک، لوکی در جسم زنی که با دکتر دووم کار می‌کند مجسم می‌شود تا ثور ناخواسته دشمنان آسگاردی خود را احیا کند و کاری کرد تا بالدر او را جادوگر جدید پادشاهی آسگارد کند. در حقیقت، لوکی جسم مذکر خود را پس از راگناروک حفظ می‌کند اما خود را در سیف، معشوقه ثور مخفی می‌کند. در این مدت، هلا و لوکی از جادو استفاده می‌کنند تا لوکی را به گذشته بفرستند تا با حذف بور، پدربزرگ ثور، باعث اتفاقاتی شود که لوکی جوان‌تر توسط اودین به سرپرستی گرفته شود.

### انتقام جویان بزرگ
اسکارلت ویچ تیمی از انتقام جویان تشکیل می‌دهد تا با خدای بزرگ چتان روبرو شود. خیلی زود مشخص می‌شود که واندا، همان لوکی است. انتقام جویان که از حقه لوکی آگاه نیستند، از دستورهای غلط «واندا» پیروی می‌کنند.هدف او برهم زدن تعادل نورمن آزبورن است. بعد از اینکه ثور بخاطر نیرنگ‌های او تبعید شد، لوکی قصد داشت آزبورن را ضعیف کرده و به تدریج از طریق انتقام جویان بزرگ آن را شدت ببخشد. پیترو مکسیموف که خواهان دیدار با خواهرش است، به انتقام جویان بزرگ می‌پیوندد. او سراسر دنیا را دنبال او می‌گردد و خبر ندارد که خواهرزاده‌هایش بیلی و تامی نیز همین کار را کرده و شکست خورده‌اند.
درهرحال لوکی قصد کشتتن پیترو و کساندرا لنگ را دارد چون می‌ترسد نقشه‌هایش را برهم بزنند. آن‌ها سعی می‌کنند هانک پیم را قانع کنند تا «کَسی» را اخراج کند. اما او انتقام جویان جوان را به عمارت انتقام جویان بی‌کران (بخشی از پیم پاکت) دعوت می‌کند تا نشان دهد که اسکارلت ویچ شرور است. وقتی ویکن با طلسم سعی دارد اسکارلت ویچ را پیش آن‌ها بیاورد، لوکی در قالب اسکارلت ظاهر شده و بیان می‌کند که کساندرا لنگ سرنوشت آن‌ها را مشخص کرده‌است. همان موقع، رانین ظاهر شده و برای گرفتن «اسکارلت ویچ» کمین می‌کند. او واندا را می‌بوسد تا نشان دهد که اسکارلت ویچ واقعی آن جا نیست و او حتماً از قدرت‌هایش برای احیای پدر کساندرا استفاده می‌کرد. ویکن با طلسمی، شکل واقعی لوکی را ظاهر می‌کند. لوکی مجبور به رفتن می‌شود ولی قسم می‌خورد که همه آن‌ها را بکشد. موفقیت‌های مداوم انتقام جویان بزرگ، آزبورن را به نقطه سقوط می‌کشاند. لوکی تصمیم می‌گیرد مرد جاذب را آزاد کند تا آزبورن شکست بخورد. مرد جاذب قدرت مکعب کیهانی را جذب کرده‌است. در انتقام جویان تاریک، لوکی مخفیانه در قالب یک زن، وارد دفتر نورمن آزبورن می‌شود و کاری می‌کند او دوباره به گابلین سبز تبدیل شود.

### شجره‌نامه
|      |      |      |      |       |       |       |       |       |       |      |      | بوری  |       |       |       |       |       |       |       |       |       |       |       |       |       |       |       |       |       |       |       |       |       |      |      |       |       |       |       |       |       |    |    |    |    |  |  |                                  |                                  |                                  |                                  |                                  |                                  |
|      |      |      |      |       |       |       |       |       |       |      |      |       |       |       |       |       |       |       |       |       |       |       |       |       |       |       |       |       |       |       |       |       |       |      |      |       |       |       |       |       |       |    |    |    |    |  |  |                                  |                                  |                                  |                                  |                                  |                                  |
|      |      |      |      |       |       |       |       |       |       |      |      |       |       |       |       |       |       |       |       |       |       |       |       |       |       |       |       |       |       |       |       |       |       |      |      |       |       |       |       |       |       |    |    |    |    |  |  |                                  |                                  |                                  |                                  |                                  |                                  |
|      |      |      |      | میمیر | میمیر | میمیر | میمیر | میمیر | میمیر |      |      | بور   | بور   | بور   | بور   | بور   | بور   |       |       | بستلا | بستلا | بستلا | بستلا | بستلا | بستلا |       |       |       |       |       |       |       |       |      |      |       |       |       |       |       |       |    |    |    |    |  |  |                                  |                                  |                                  |                                  |                                  |                                  |
|      |      |      |      | میمیر | میمیر | میمیر | میمیر | میمیر | میمیر |      |      | بور   | بور   | بور   | بور   | بور   | بور   |       |       | بستلا | بستلا | بستلا | بستلا | بستلا | بستلا |       |       |       |       |       |       |       |       |      |      |       |       |       |       |       |       |    |    |    |    |  |  |                                  |                                  |                                  |                                  |                                  |                                  |
|      |      |      |      |       |       |       |       |       |       |      |      |       |       |       |       |       |       |       |       |       |       |       |       |       |       |       |       |       |       |       |       |       |       |      |      |       |       |       |       |       |       |    |    |    |    |  |  |                                  |                                  |                                  |                                  |                                  |                                  |
|      |      |      |      |       |       |       |       |       |       |      |      |       |       |       |       |       |       |       |       |       |       |       |       |       |       |       |       |       |       |       |       |       |       |      |      |       |       |       |       |       |       |    |    |    |    |  |  |                                  |                                  |                                  |                                  |                                  |                                  |
| یورد | یورد | یورد | یورد | یورد  | یورد  |       |       | گرید  | گرید  | گرید | گرید | گرید  | گرید  |       |       | اودین | اودین | اودین | اودین | اودین | اودین |       |       | فریگا | فریگا | فریگا | فریگا | فریگا | فریگا |       |       | ویلی  | ویلی  | ویلی | ویلی | ویلی  | ویلی  |       |       | وه    | وه    | وه | وه | وه | وه |  |  | لافی                             | لافی                             | لافی                             | لافی                             | لافی                             | لافی                             |
| یورد | یورد | یورد | یورد | یورد  | یورد  |       |       | گرید  | گرید  | گرید | گرید | گرید  | گرید  |       |       | اودین | اودین | اودین | اودین | اودین | اودین |       |       | فریگا | فریگا | فریگا | فریگا | فریگا | فریگا |       |       | ویلی  | ویلی  | ویلی | ویلی | ویلی  | ویلی  |       |       | وه    | وه    | وه | وه | وه | وه |  |  | لافی                             | لافی                             | لافی                             | لافی                             | لافی                             | لافی                             |
|      |      |      |      |       |       |       |       |       |       |      |      |       |       |       |       |       |       |       |       |       |       |       |       |       |       |       |       |       |       |       |       |       |       |      |      |       |       |       |       |       |       |    |    |    |    |  |  |                                  |                                  |                                  |                                  |                                  |                                  |
|      |      |      |      |       |       |       |       |       |       |      |      |       |       |       |       |       |       |       |       |       |       |       |       |       |       |       |       |       |       |       |       |       |       |      |      |       |       |       |       |       |       |    |    |    |    |  |  |                                  |                                  |                                  |                                  |                                  |                                  |
|      |      |      |      | ثور   | ثور   | ثور   | ثور   | ثور   | ثور   |      |      | ویدار | ویدار | ویدار | ویدار | ویدار | ویدار |       |       | تیر   | تیر   | تیر   | تیر   | تیر   | تیر   |       |       | هرمود | هرمود | هرمود | هرمود | هرمود | هرمود |      |      | بالدر | بالدر | بالدر | بالدر | بالدر | بالدر |    |    |    |    |  |  | لوکی (فرزندخواندهٔ اودین و فریگا) | لوکی (فرزندخواندهٔ اودین و فریگا) | لوکی (فرزندخواندهٔ اودین و فریگا) | لوکی (فرزندخواندهٔ اودین و فریگا) | لوکی (فرزندخواندهٔ اودین و فریگا) | لوکی (فرزندخواندهٔ اودین و فریگا) |

## قدرت‌ها و توانایی‌ها
لوکی از نسل غول‌های یخی یوتون‌هایم است هر چند قامت آن‌ها را ندارد. قدرت فیزیکی او قابل مقایسه با هر شخص آزگاردی است؛ و زوری زیاد، استقامتی بیش از حد (ژن غول یخی او برایش استقامتی تقریباً در هر کاری به ارمغان آورده‌است)، توانایی تحمل گلوله‌هایی با کالیبر بالا، مقاومت در برابر تمام بیماری‌ها و زهرها و مقاومت در برابر جادو را دارد.
لوکی هوش فوق‌العاده‌ای داشته و آموزش‌های زیادی دربارهٔ جادو دیده‌است و می‌تواند به خواسته خود و برای مقصودهای زیادی نیروهای جادویی را به کنترل خود درآورد؛ مانند جذب و دفع انرژی، ایجاد میدان‌های انرژی، افزایش موقت توانایی‌های فیزیکی خودش، ایجاد توانایی‌های ابر انسانی در موجودات زنده و اشیاء، پرواز، هیپنوتیزم، توهم زایی و دورنوردی.
قدرت جادویی او هم سطح قدرت کارنیلا، ماهرترین جادوگر آزگارد بیان شده‌است. توهم زایی او می‌تواند شهری را به گمراه کند، او حتی با تلاش بسیار توانست از تکنولوژی متعلق به آپوکالیپس فرار کند.
ظاهراً، لوکی توانایی فرافکنی دارد و می‌تواند افکارش را حتی زمانی که نمی‌تواند حرکت کند، به فواصل زیاد-حتی ابعاد دیگر، مثلاً بین زمین و آزگارد، بفرستد. او نمی‌تواند ذهن موجودات را بخواند اما می‌تواند در کارهایشان تأثیر بگزارد؛ برای مثال یکبار کنترل گروهی از پرندگان را به دست گرفت و باری دیگر ثور را هیپنوتیزم کرد، هرچند نتوانست او میولنیر را از او بگیرد. اگر کسی افکار شیطانی داشته باشد، لوکی می‌تواند در کارش تأثیر بگذارد حتی اگر آن فرد در زمین باشد و لوکی در آزگارد، او حتی می‌تواند در دیگر اتفاقات تا حدی دخالت داشته باشد؛ برای مثال می‌تواند مسیر موشکی را تغییر دهد یا سیگنال‌های رادیویی را عوض کند.
لوکی یک دگرپیکری ماهر است و می‌تواند به صورت حیواناتی چون سالمون، اسب و غیره درآید یا خود را به جای کسی مانند ثور یا کاپیتان آمریکا جا بزند. البته او با تبدیل شدن به کسی دیگر توانایی‌های آن شخص را به‌دست نمی‌آورد اما می‌تواند یک سری قابلیت‌هایی طبیعی مانند پرواز پرنده را به‌دست آورد. او حتی می‌تواند با تبدیل شدن به موجودات خیالی قدرت آن‌ها را کسب کند مانند زمانی که به اژدها تبدیل شد و می‌توانست با چشمانش دیگران را هیپنوتیزم کند. او همچنین ابرها را به اژدها تبدیل کرد و درختانی ایجاد کرد تا به ثور حمله کنند.
لوکی می‌تواند به کمک نیروهای جادوییش خود را جادو کند تا در برابر صدماتی که دیگر آزگاردیان را از پا درمی‌آورد مقاومت کند. برای مثال او توانست از سر بریده شدن توسط بالدر نجات پیدا کند، در برابر صفحه کنترل روگ مقاوم باشد، از لحاظ ذهنی در برابر صدا و قلاش بایستد.
لوکی روشی را ابداع کرد تا بتواند از مرگ فرار کند. او می‌تواند از هر نوع مرگی به کمک وردهایی که در کتاب‌های هل پیدا کرده‌است، جان سالم به در ببرد. او قوه ادراک قوی دارد. اما تکبرش، نفرتش نسب به ثور و هوس به داشتن قدرت بیشتر، باعث شده‌است تا این قوه در او چندان به بار نشیند. او استاد کنترل و تمهید دیگران است و بعضی از اوقات به شمشیر، شلاق، نیزه سه سر، و اشیاء جادویی (مثل سنگ نورن) مسلح است. از دیگر قدرت‌های لوکی جذابیت بسیار بالای او و داشتن ارتشی قدرتمند از طرفداران و خاطرخواهان است.

## نسخه‌های دیگر

### زامبی‌های مارول
در دنیای موازی زامبی‌های مارول، لوکی مرده و انتقام جویان زامبی او را خورده‌اند.

### لوگان پیر
در این واقعیت موازی، ظاهراً ساختمان بکستر روی او فروریخته و او کشته شده‌است (زمانی که در قالب غول آسا بوده). تنها مدرک مرگ او، یک اسکلت غول آساست.

### پادشاه لوکی
در سراسر مجموعه لوکی: گماشته ازگارد، تصور می‌شد که شخصیت اصلی شرور داستان لوکیِ گذشته باشد. در حالی که مشخص می‌شود که لوکی ناگزیر دوباره و در قالب پادشاه لوکیِ آینده بدجنس می‌شود. این لوکی زمانی ظاهر می‌شود که وظایفش به‌عنوان گماشته ازگارد را انجام می‌دهد ولی هم چنان به عنوان خدای دروغ به او نگاه می‌شود. وقتی تحملش تمام می‌شود، به ثور خنجر می‌زند و زمین و تمام انسان‌ها را نابود می‌کند. پادشاه ثور به دنبال انتقام برمی آید ولی پادشاه لوکی ارواح انتقام جویان را برای حمله به او آماده می‌کند. پادشاه لوکی می‌داند که قادر به شکست برادرش نیست، پس به گذشته برمی گردد تا اودینسان را بکشد. نهایتاً این شکل از آینده به واقعیت نمی‌پیوندد، چون لوکی در زمان حال سرنوشتش را عوض می‌کند. اما پادشاه لوکی هم چنان آزاد است.
در بخش «آخرین روزها» از داستان جنگ‌های مخفی، پادشاه لوکی قصد دارد به هِل سفر کند تا هیولایی را برای نابودی ازگارد آزاد کند. بعداً اهالی ازگارد جمع می‌شوند تا شاهد نابودی سرزمینشان باشند. اما لوکی واقعی ظاهر می‌شود و نجاتشان می‌دهد ولی دنیا تمام می‌شود. از آنجا که حالا لوکی، خدای قصه هاست، خاطره ای از دنیا را در اقلب یک قصه حفظ می‌کند. بعد از اینکه همه چیز نابود شد، لوکی با پادشاه لوکی گریان روبرو می‌شود. از آنجا که دیگر آینده ای وجود ندارد، پادشاه لوکی ناپدید می‌شود و لوکی و دوستش، وریتی، منتظر داستان بعدی دنیا می‌مانند.
بعد از بازسازی جدول زمانی، مشخص می‌شود که لوکی به دنبال اولین سیمبیوت است. او برای دستیابی به این سلاح، ایگو سیاره زنده را می‌کشد و بعد به پادشاه ثور خنجر می‌زند؛ ولی متوجه می‌شود که یک گور نیز به او خنجر زده‌است.

## در دیگر رسانه‌ها

### تلویزیون
- لوکی در بخش ثور سریال کارتونی ابرقهرمانان مارول حضور داشت.
- لوکی در قسمتی از سریال کارتونی مرد-عنکبوتی و دوستان شگفت انگیزش با صدای جان استفنسون حضور داشت.
- لوکی در قسمتی از سریال کارتونی نمایش چهارگانه ابرقهرمانان با صدای تد بیاسلی حضور داشت.[۵۸]
- لوکی در سریال کارتونی انتقام جویان: قویترین قهرمانان زمین با صدای گراهام مک تاویش حضور داشت.
- لوکی در دو قسمت از سریال کارتونی مرد-عنکبوتی نهایی با صدای توری بیکر حضور داشت.

لوکی در سریال اختصاصی خودش با بازی تام هیدلستون

### سینما
- لوکی در انیمیشن هالک در برابر ثور (۲۰۰۹) با صدای گراهام مک‌تاویش حضور داشت.[۶۰]
- لوکی در انیمیشن ثور: داستان‌های آسگارد (۲۰۱۱) با صدای ریک گومز حضور داشت.[۶۱]
- لوکی در فیلم سینمایی ثور (۲۰۱۱) به کارگردانی کنت برانا و بازیگری تام هیدلستون حضور داشت.[۶۲]
- لوکی در فیلم سینمایی انتقام‌جویان (۲۰۱۲) به کارگردانی جاس ویدون و بازیگری تام هیدلستون حضور داشت.[۶۳]
- لوکی در فیلم سینمایی ثور: دنیای تاریک (۲۰۱۳) به کارگردانی آلن تیلور و بازیگری تام هیدلستون حضور داشت.[۶۴]
- هیدلستون بار دیگر به ایفای نقش این شخصیت در فیلم ثور: راگناروک (۲۰۱۷)، و فیلم اکران شدهانتقام‌جویان: جنگ ابدیت (۲۰۱۸) پرداخت.
- و همچنین در فیلم انتقام جویان:پایان بازی (۲۰۱۹) حضور داشت، با بازی تام هیدلستون